# Slivarka, Kărdjali
Slivarka (în bulgară Сливарка) este un sat în comuna Krumovgrad, regiunea Kărdjali,  Bulgaria. 

## Demografie
Componența etnică a satului Slivarka
     Turci (99,4%)
     Nicio identificare (0,59%)
     Altele (0%)
La recensământul din 2011, populația satului Slivarka era de 334 locuitori. Din punct de vedere etnic, majoritatea locuitorilor (99,4%) erau turci. Pentru 0,59% din locuitori nu este cunoscută apartenența etnică.